# بشيطتا
الترجمة البسيطة أو البشيطتا (بالسريانية: ܣܘܪܝܝܐ پَشيطتا)، هي أقدم ترجمة للتناخ والأناجيل إلى السريانية وهي لا تزال النسخة الرسمية المستعملة لدى مختلف الكنائس السريانية حتى اليوم. تعود أصل التسمية «بشيطتا» إلى كون الترجمة مكتوبة بلغة بسيطة سهلا الفهم بعكس غيرها من التراجم اليونانية.

## التاريخ
يعود أصل هذه الترجمة للأناجيل إلى مدينة الرها السريانية والتي نشأت بها مسيحية تختلف عن تلك التي تطورت في العالم الروماني اليوناني والتي تأثرت بالفلسفة اليونانية القديمة. وبحسب مار أداي (400 م) فإن الكنيسة السريانية القديمة كانت تستعمل الدياسطرون في قراءتها للإنجيل في القرن الثاني وهذه الترجمة كانت معروفة بتعقيدها ما دعا السريان إلى عمل ترجمة بسيطة ومفهومة من قبل عامة الشعب بمملكة الرها فتمت ترجمة أجزاء من الأناجيل الأربعة وكتب الأنبياء بالتناخ من الترجمة السبعينية إلى السريانية.

## وصلات خارجية
- نص البشيطتا بالسريانية العتيقة مع الشرح بالإنكليزية،
- البشيطة السريانية نافذة على عالم ترجمات الكتاب المقدس الباكرة